# Kondor wielki
Kondor wielki, kondor olbrzymi (Vultur gryphus) – gatunek dużego ptaka padlinożernego z rodziny kondorowatych (Cathartidae), jedyny przedstawiciel monotypowego rodzaju Vultur. Narażony na wyginięcie.

## Zasięg występowania
Kondor wielki zamieszkuje Andy począwszy od Wenezueli na północy po przylądek Horn na południu.

## Taksonomia
Gatunek i rodzaj po raz pierwszy opisał Karol Linneusz w 1758 roku w swoim dziele Systema Naturae. Jako miejsce typowe autor wskazał, bazując na tekstach „Cuntur” Johna Raya z 1713 roku i „Vultur gryps Gryphus” Jacoba Theodora Kleina z 1750 roku, Chile. Nie wyróżnia się podgatunków.

### Etymologia
- Vultur: łac. vultur, vulturis „sęp”[13].
- Gryphus: epitet gatunkowy Vultur gryphus Linnaeus, 1758[14].
- Gypagus: gr. γυψ gups, γυπος gupos „sęp”; αγος agos „lider, kapitan”, od αγω agō „kierować, prowadzić”[15].
- Condor: hiszp. Cóndor „kondor”, od keczua Kuntur „kondor”[16]
- gryphus: łac. gryphus „gryf”, od gr. γρυψ grups, γρυπος grupos „gryf”[14].

## Morfologia
Cechy gatunkuDługość ciała 100–130 cm; masa ciała samic 8000–11 000 g, samców 11 000–15 000 g; rozpiętość skrzydeł 260–320 cm. Upierzenie zasadniczo czarne, pokrywy skrzydłowe białe, głowa i szyja nagie, na granicy upierzenia pióra tworzą kryzę. Naga skóra różowawocielista. Samiec na głowie posiada mięsisty wyrostek.

## Ekologia i zachowanie
BiotopPartie gór powyżej linii lasu oraz inne skaliste tereny bezleśne.
GniazdoGnieżdżą się na półkach skalnych, wysoko w górach.
JajaWyprowadza jeden lęg co dwa lata, składając jedno, rzadziej dwa jaja.
WysiadywanieJajo wysiadywane jest przez okres 54–58 dni przez obydwoje rodziców.
Rozwój osobniczyMłode zdobywają zdolność do lotu w wieku około 6 miesięcy, lecz opuszczają rodziców dopiero wtedy, gdy wykluje się następne pisklę, czyli po ok. 2 latach. Dojrzałość płciową osiągają dopiero w wieku 8–9 lat. Żyją ponad 40 lat.
PożywienieKondory żywią się głównie padliną oraz jajami rabowanymi w koloniach kormoranów.

## Status
Międzynarodowa Unia Ochrony Przyrody (IUCN) od 2020 roku uznaje kondora wielkiego za gatunek narażony (VU – vulnerable); wcześniej, od 2000 roku klasyfikowano go jako gatunek bliski zagrożenia (NT – near threatened), a od 1988 roku jako gatunek najmniejszej troski (LC – least concern). Liczebność populacji szacuje się na około 6700 dorosłych osobników. Trend liczebności populacji uznawany jest za spadkowy. Główne zagrożenie dla gatunku to prześladowania ze strony ludzi.